# Кјуза ди Сан Микеле
Кјуза ди Сан Микеле (итал. Chiusa di San Michele) је насеље у Италији у округу Торино, региону Пијемонт.
Према процени из 2011. у насељу је живело 1631 становника. Насеље се налази на надморској висини од 368 м.

## Становништво
| 1936. | 1951. | 1961. | 1971. | 1981. | 1991. | 2001. | 2011. |
| ----- | ----- | ----- | ----- | ----- | ----- | ----- | ----- |
| 1.159 | 1.283 | 1.371 | 1.492 | 1.602 | 1.492 | 1.602 | 1.691 |